# Вулиця В'ячеслава Чорновола (Біла Церква)
Вулиця В'ячеслава Чорновола — одна з вулиць у місті Біла Церква. Названа на честь українського дисидента і політичного діяча В'ячеслава Чорновола.
Бере свій початок з Олександрійського бульвару і закінчується виходом до Сквирського шосе, знаходиться у районі ДНС. На території вулиці розташовані численні підприємства харчової промисловості та Пагорб Слави.

## Історія
До 2016 року вулиця носила назву місцевого більшовика Сломчинського.

## Об'єкти
- Білоцерківська загальноосвітня школа  І-ІІІ ступенів № 6 (буд. 6).[2]

## Галерея
|  |  |